# 軍団 (古代日本)
軍団（ぐんだん）は、7世紀末（もしくは8世紀初め）から11世紀までの日本に設けられた律令制による国家規模の軍事組織を指す（軍団兵士制）。律令制発足の目的の一つは、この軍団の設立・整備にあった。全国に駐屯地が置かれた。
8世紀末には、政治方針の転換により、必要性の乏しい経済的負担（浪費）とみなされるようになり、一部の国を残してほぼ廃止され、律令制の当初の軍事・経済制度は実質上終焉した。

## 概説
中央政府（国家）が、律令制の仕組みに基づき、人民から兵士を指名・徴兵し、大規模な集団歩兵戦を想定した軍を整備した。大規模な軍を整備した目的は、唐に倣った国家体制整備、国外（唐など）に対抗する軍事力整備、新羅を服属させる政治目的、蝦夷征討などが考えられている。唐や新羅にも対抗および出兵可能とすることは、古墳時代から続く政治方針に基づいたものだった。
民政機構である郡とは別立てで組織した。駐屯地は全国に置かれ、個々の軍団は、所在地の名前に「軍団」または「団」をつけて呼ばれた。
8世紀末には、政治方針の転換により、軍団維持の目的が失われた。延暦11年（792年）、この軍団兵士制は一部の国（陸奥国・出羽国・佐渡国・西海道諸国）を残して廃止された。各国で治安維持は、地方軍事力である健児制が支えた。826年には佐渡国・西海道諸国の軍団も廃止された。またその後、軍事力の主体は、さらに地方行政（国衙・受領）へ移行し（国衙軍制）、各国で治安維持を行なった。

## 歴史

### 国造軍
古墳時代・飛鳥時代の日本の軍隊は歴史学で国造軍と呼ばれ、中央・地方の豪族が従者や隷下の人民を武装させて編成した。7世紀半ばまで続いた。倭・高句麗戦争、白村江の戦い（663年）へも出征した。

### 軍団の成立
軍団は大宝元年（701年）制定の大宝律令に規定されているが、いつ成立したかを直接記す史料はない。遅くみる説では大宝令となるが、もう少し早くみて持統天皇3年（689年）の飛鳥浄御原令によるとする説が有力なものとしてある。平時の軍団は国司により管理維持された。
国造軍と比べたときの軍団の特徴は、国家が兵士を徴兵し、軍事組織を維持し、地方民政機構からは分離したことの二点である。
兵士を国家が徴兵するためには、個々の住民を記載する戸籍を作成し、戸籍を利用して誰を兵士にするかを決定する必要がある。そのためには戸籍によって人民一人一人を把握できる体制が作られなければならない。戸籍の始まりは天智天皇9年（670年）の庚午年籍なので、これが有力な候補となる。庚午年籍は不十分なものだったとみて、持統天皇4年（690年）の庚寅年籍にあてる説もある。
国家が徴兵した兵士は、軍団に編成されることも可能だが、評（後の郡）を単位に部隊をなし、評の役人に率いられていたかもしれない。そういうものを大宝令以降の軍団と同じものと見るのは無理で、評制軍あるいは評造軍と呼ぶべきものとなろう。
軍団成立のもう一つの基準として軍毅の成立や評の関与の有無が着目される理由である。軍隊指揮用具と大型武器を私家におかず郡家（実際には評の役所）に収めることを命じた天武天皇14年（685年）11月4日の詔は、この時期に軍事指揮が評に握られていたことを推定させる有力な証拠である。それ以降となると、飛鳥浄御原令と大宝令が有力候補となる。
机上の計算上の数字ではあるが、当時の日本の人口が約400万前後とされている中で最大20万人程度動員が可能であったとされている。その背景には前述のように国造軍（もしくは評造軍）が白村江の戦いで大敗したことによる衝撃が軍防令制定及び軍団の成立まで至る軍事改革の直接のきっかけであり、軍団自体の編成も唐あるいは新羅が日本に侵攻してきた場合に備えることが念頭に置かれていたからだと考えられる。しかし、現実問題として唐や新羅の日本への侵攻は発生せず、反対に日本からの新羅への侵攻も計画は立案されても現実化されることはなかった。更に国内でも隼人征討・蝦夷征討、藤原広嗣の乱や恵美押勝の乱のような内乱はあったものの、国家の存立に関わる規模の事態には至らなかった。つまり、当時の必要よりも過大な軍事力を保持することになったと言える。また、この体制を維持するためには相応の財政負担を要し、人民は実際の兵役と納税の両面で大きな負担を強いられた。このため、平時から大規模兵力を備え、戦時に即応できるという律令制における軍事体制の理想は長期的に維持するのは難しかったと言える。

### 廃止
延暦11年6月（792年）、桓武天皇は現状との乖離が進んだ律令制を再建するため大規模な行政改革の一環として、陸奥国・出羽国・佐渡国・西海道諸国を除いて軍団を廃止、代わって武芸に秀でた者を選抜する健児制を導入した。これにより百姓らが負担していた兵役の任務はほぼ解消されることとなった。826年には対蝦夷戦争が継続していた陸奥・出羽を除いて軍団は廃止された。
軍団の廃止により事実上朝廷は国家的な軍事力を失った。その結果として各地で治安が悪化、有力な農民は自衛のために武装し、武士へと成長していったとされる。朝廷では治安維持のため軍事・警察組織として検非違使を創設することになった。

## 徴兵
養老律令の軍防令は、正丁（せいてい、21 - 60歳の健康な男）三人につき一人を兵士として徴発するとした。この規定では国の正丁人口の三分の一が軍団に勤務することになるが、実際の徴兵はこれより少なかったようで、一戸から一人が実情ではないかとも考えられている。
兵士の食糧と武器は自弁で、平時には交替で軍団に上番し、訓練や警備にあたった。
また軍団兵士の中から選ばれて、衛士府や衛門府に勤務する衛士となり都で諸役に動員され、また東国の軍団からは防人や鎮兵として九州地方や東北地方などに出征する者も多かった。負担の厳しさから死亡したり逃亡したりする衛士も少なくなかった。出雲国の「計会帳」によると天平6年度（734年）だけでも3回にわたってその交替要員が出雲国から送られている。
律令制において「兵士」とは軍団兵の事を指す言葉で、その他の戦闘組織の兵にはそれぞれ固有の名称が存在する。

## 規模と指揮系統
標準的な軍団の定員は千人であったが、後に軍団・兵員の縮小が実施され、小さな国ではこれより少なくなったり、廃止されたりした。小さな軍団は、百人単位で適当な大きさに編成されたらしい。記録上に見える一個軍団の兵員数は二百人から千人の間であるが、陸奥国の例では時代によって10000名で6個軍団、あるいは8000名で7個軍団という例も見られるため、千人を超える例も存在したと考えられている。
軍団の指揮に当たるのは軍毅であり、大毅（だいき）、小毅（しょうき）、主帳（さかん）がおかれ、その下に校尉（こうい）・旅帥（ろそち）・隊正（たいしょう）らが兵士を統率した。戦争の際は、将軍が指揮の頂点に置かれた。
軍団の規模によって
- 千人の軍団（大団）は、大毅1名と少毅2名が率いた。
- 六百人以上の軍団（中団）は、大毅1名と少毅1名が率いた。
- 五百人以下の軍団（小団）は、毅1名が率いた。

（区分としては「五百人以下」と「六百人以上」の間の規定がないようにみえるが、実際は軍団は百人単位の編制であるため問題はない）
軍団の軍毅以下の指揮系統と編制は以下の通りとなる。
- 校尉が二百人を率いた。二百長とも呼ばれた。
- 旅帥が百人を率いた。百長とも呼ばれた。
- 隊正が五十人からなる「隊」を率いた。隊正は隊長とも呼ばれた。
- 火長は十人からなる「火」を率いた。
- 伍長が五人からなる「伍」を率いたとする説があるが、明確な規定がなく発掘資料にも見えないことから、存在を疑う者もいる。

- その他に主帳が事務を取り扱った。

大毅 - 少毅 - 校尉 - 旅帥 - 隊正 - 火長 - (伍長)
各々の軍団には、銅製の印章があった。筑前国に置かれた遠賀団と御笠団の印章が、1899年と1927年に大宰府周辺（現・福岡県太宰府市）で出土している。

## 装備
個人装備（自弁）
弓1、弓弦袋1、予備弦2、矢50、矢入1、太刀1、小刀1、砥石1、藺笠1、飯袋1、水筒1、塩袋1、脚絆1、鞋1。
個人装備（官給 ただし所定の数量を自弁で軍団庫に納入するため実質は自弁）
乾飯6斗、塩2升。
火ごとの装備（自弁）
幕1、釜2、鍬1、草刈具1、斧1、手斧1、鑿1、鎌2、鉄箸1。
火ごとの装備（官給）
駄馬6頭
隊ごとの装備（自弁）
火打石1、点火用もぐさ1、手斧1。
団ごとの装備（官給）
鼓2、大角（ほらがい）2、小角（つのぶえ）4、弩（いしゆみ）若干。
（鼓、角、弩は軍団にのみ所持が許された物であるため一般の所持は禁止、また弩は体格と腕力に優れた者が隊ごとに各2名ずつ選ばれて射手の教育を受けた）
なお甲冑は軍団の装備には含まれていない。甲冑は製作に高いコストと技術が必要なために当時の生産量は非常に少なく、軍団の標準装備とはなりえなかった。
大規模な東征の軍勢が組織される場合などに、指揮官の請求に応じて別途支給されたが、常備の警備兵力としての性格が強い軍団に支給された例は多くない。

## 配置
軍団は、一つの国に最低一つ、大きな国には複数置かれた。軍団の指揮系統は郡以下の地方組織に対応しており、指揮官の大毅と少毅は郡司層から選ばれた。軍団は数個郡に一つの割合で存在し、一個は国府所在郡の郡家近くに置かれ、残りの軍団も他の郡家の近くに駐屯して、訓練に従事した。
下記の3国は配置された全ての軍団名と所在地が判明している。
- 陸奥国：玉造団（丹取団）、白河団、名取団、行方団、安積団、小田団、磐城団
- 出羽国：出羽団（名称は推定）
- 出雲国：意宇団、熊谷団、神門団（『出雲国風土記』）

下記の例は一部の軍団のみ判明している。
- 相模国:余綾団、大住団
- 駿河国:安倍団
- 近江国:志賀団、栗太団（所在・名称推定）
- 佐渡国:雑太団
- 大和国:高市団、添上団
- 越前国:丹生団
- 安芸国:佐伯団
- 但馬国:気多団
- 長門国:豊浦団
- 筑前国:遠賀団、御笠団
- 肥前国:基肄団
- 肥後国:益城団

また軍団個数が判明している例は下記の通り。
- 筑前国:4個軍団　兵士4000名（2000名）
- 筑後国:3個軍団　兵士3000名（1500名）
- 豊前国:2個軍団　兵士2000名（1000名）
- 豊後国:2個軍団　兵士1600名（1000名）
- 肥前国:3個軍団　兵士2500名（1500名）
- 肥後国:4個軍団　兵士4000名（2000名）

弘仁4年(813年)8月9日付の減員前（カッコ内は減員後）